# Sabethes cyaneus
Sabethes (Sabethes) cyaneus es una especie de mosquito originaria de América Central y América del Sur .  Esta especie es un vector biológico de la enfermedad del virus del Zika .  Las larvas son depredadores facultativos que utilizan su sifón para atrapar presas (a menudo otras larvas de mosquitos) mientras están sumergidas. 